# Rachispoda synoria
Rachispoda synoria är en tvåvingeart som beskrevs av Wheeler 1995. Rachispoda synoria ingår i släktet Rachispoda och familjen hoppflugor.
Artens utbredningsområde är Texas. Inga underarter finns listade i Catalogue of Life.